# Jean-Paul Dubray
Jean-Paul Dubray, né à Maubeuge le 5 juillet 1883 et mort à Paris le 15 mars 1940, est un artiste peintre, graveur, critique d'art et écrivain français.

## Biographie
Fils de Mathilde Méry et de l'ingénieur Émile Joseph Dubray, directeur de l'usine sidérurgique Nord Métallique (décédé en 1911),, Jean-Paul Dubray expose à Paris début 1902, à l'âge de 19 ans, des dessins, pastels, gravures et lithographies aux « Salons du Parthénon », 54 rue des Écoles, des locaux appartenant à la revue La Plume.
Dubray devient ensuite le secrétaire de Laurent Tailhade, puis se rapproche de la revue L'Œuvre d'art international dirigée par Francesco Zeppa et Marcel Clavié, très ouverte aux jeunes talents et aux idées libertaires, et qui lui édite sa première suite lithographique, Les Malheureuses, en décembre 1904, inspirée de femmes enfermées et soignées à Bicêtre. Cette édition fit grand bruit : louée et soutenue entre autres par Antoine Bourdelle, Félix Fénéon, Jules Guédy, Gustave Kahn, Octave Mirbeau, Camille de Sainte-Croix, Octave Uzanne, elle suscita la curiosité mais aussi la colère, et n'eut pas de lendemain : le coût de l'opération se révéla trop élevé.
En mars 1905, on le retrouve exposant dans l'atelier de Marcel-Lenoir, en compagnie de Gaspard Maillol et Maurice Robin, deux adeptes du bois gravé. En octobre suivant, il fonde une revue illustrée, La Lithographie et le Bois. Le premier numéro accueille des estampes de Steinlen, Auguste Rodin, Bourdelle, et Aman-Jean.
Il expose en 1906 au salon de la Société nationale des beaux-arts des pastels ; il indique comme adresse le 277 rue Saint-Jacques.
Il fréquente le salon du poète Jean Dolent. En 1909, il commence sa collaboration avec Le Libertaire, qui va durer plusieurs années, en tant que critique d'art.
En 1910, il reprend la revue Le Livre et l'Image fondée en 1893 par John Grand-Carteret, dans laquelle il publie une étude remarquée, « Les origines de la lithographie ».
En mars 1912, Dubray, qui réside au 11 rue d'Ulm, expose dessins et gravures à la galerie fondée par Charles Boutet de Monvel (1855-1913), bijoutier Art nouveau, qui ouvrait depuis 1910 son espace situé 18 rue Tronchet aux artistes plasticiens. Le travail de Debray est salué par André Salmon et André Silvaire. Boutet de Monvel confie au jeune graveur le soin de rédiger quelques catalogues d'expositions (par exemple sur l'artiste allemand expressionniste Konrad Starke (1870-1911), en janvier 1913).
En mai 1913, Dubray expose à la Maison d'Art septentrionale, 9 rue Dupuytren, spécialisée depuis un an dans les artistes originaires du Nord de la France, une importante suite de bois gravés qu'il appelle L'Ymaigier, travail qu'il va décliner les années suivantes, associant d'autres graveurs et qui n'est pas sans faire écho à L'Ymagier d'Alfred Jarry — dans l'entourage de Dubray, on retrouve notamment Salmon et Remy de Gourmont.
En août 1914, Dubray est mobilisé. Avec les débuts de la Première Guerre mondiale, sa production se ralentit. Puis, il est élu président des Tailleurs de bois combattants. Et en 1917, il parvient à transformer Le Livre et l'Image, en maison d'édition : Debray y sort une suite de poèmes accompagnés de bois gravés, Les Heures noires, directement inspirés de l'expérience des tranchées.
Encore sous l'uniforme, il se marie le 21 mai 1918 avec Émilienne Sporli, artiste en tapisserie, avec pour témoins Bourdelle, Louis Lumet et Félix Devaux.
Démobilisé, Dubray part vivre à Limours, au sud de Paris, dans la ferme de Villebert : avec son épouse, il poursuit ses activités d'éditeur et d'imprimeur d'estampes, sous la marque « Le Livre et l'Image ». Les productions de cet atelier durant les années 1920-1930 sont remarquables. En 1926, il quitte Limours pour Fontenay-aux-Roses, où il poursuit ses activités. À cette époque, il commence à collaborer à Comœdia. Il devient le directeur artistique des éditions Marcel Seheur, 10 rue Tourlaque, y créant une collection intitulée « Disparus ou Mystérieux », portraits d'artistes souvent liés à la gravure et qu'il admire, comme Jean Lébédeff. Debray publie également mais chez d'autres éditeurs des essais sur des peintres et des dessinateurs, ainsi que des articles et des essais sur le livre d'artiste illustré. Debray est également en lien avec les éditions de La Caravelle, 6 rue Bezout (Paris), qui publie des ouvrages soignés et illustrés de gravures, sous la marque Le Livre et l'Image.
Peu avant 1930, il possède un atelier au 18 rue de l'Arbalète (Paris). Durant la décennie suivante, il demeure très actif, un promoteur du bois gravé, de la lithographie, et de l'édition typographiée.
Nommé sur le tard bibliothécaire à la Ville de Paris, Debray meurt le 15 mars 1940 à son domicile au 5 rue Rataud,.

## Ouvrages publiés sous son nom ou illustrés

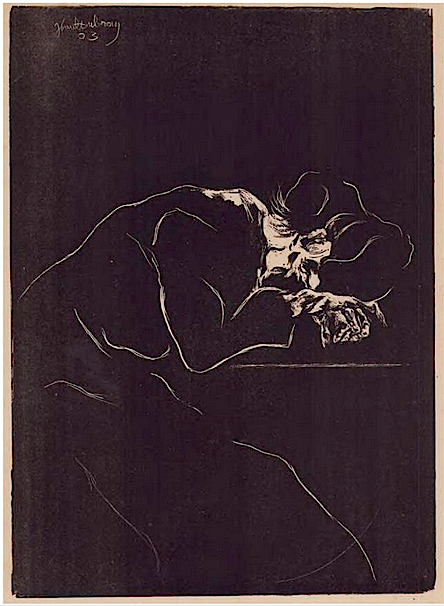
Une des Malheureuses (1903), lithographie au pinceau.

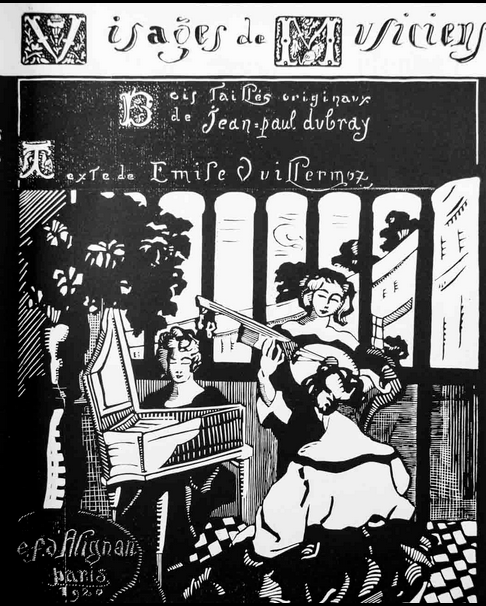
Couverture de Visages de musiciens (1920).

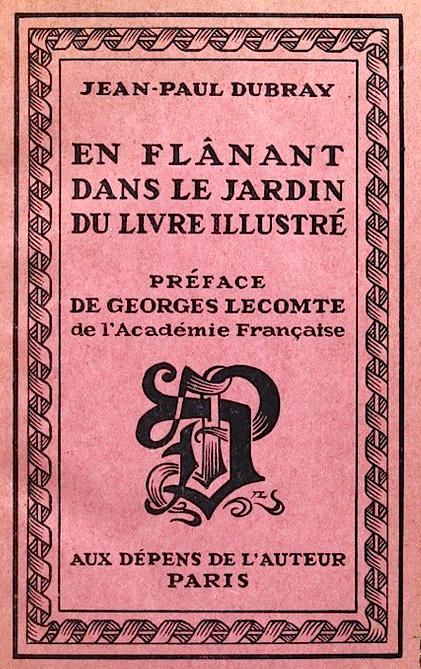
Couverture de En flânant dans le jardin du livre (1936) portant le monogramme de Dubray.

- Les Malheureuses. Suite de douze lithographies, portfolio, Paris, Éditions de l’Œuvre d’art international / impr. H. Arnaudeau, [1903-1904].
- Les « Heures noires ! », neuf bois taillés, vignettes et ornements, lettre-préface de Jehan Rictus, Paris, Le Nouvel Essor [40 rue des Saints-Pères] / Le Livre et l'Image, 1917.
- Émile Vuillermoz, Visages de musiciens, 24 bois gravés, Paris, Éditions d’Alignan, 1920.
- Jacques Robertfrance, Les poèmes dans la maison triste, bois gravés, Villevert-par-Limours, Le livre et l'Image, 1920.
- Marcel Yonnet, Le Coffret d'Onyx, Limours, Le Livre et l'Image, 1922.
- André Corthis, Tourmentes, 27 bois originaux,coll. « Le Livre de demain », Paris, Arthème Fayard, 1927.
- Félicien Rops, préface de Pierre Mac Orlan, coll. « L’Art et la Vie », Paris, éd. Marcel Seheur, 1928.
- Pastorales, 9 bois gravés, portrait de l'auteur par Pascin, et deux textes de Bourdelle et Clément-Janin, Paris, éd. Marcel Seheur, 1929.
- Constantin Guys, essai critique, coll. « Maîtres de l'art moderne », Paris, Les éditions Rieder, 1930.
- Maurice Rollinat intime, coll. « Disparus ou mystérieux », Paris, éd. Marcel Seheur, 1930.
- Jean Royère, Denise, poèmes et bois gravés, Paris, éd. Marcel Seheur, 1931.
- Georges Duhamel, Pages de mon carnet, bois gravés, coll. Pour les amis du docteur Lucien-Graux, Paris, 1931.
- Eugène Carrière, essai critique, préface de Jean Royère, coll. « L’Art et la Vie », Paris, éd. Marcel Seheur, 1931.
- Joseph Rossi : sa vie, son œuvre, coll. « L’Art et la Vie », Paris, éd. Marcel Seheur, 1932.
- En flânant dans le jardin du livre illustré, essai, Paris, chez l'Auteur, 1936.
- L'Ymaigier Jean Lébédeff, avec un texte de Pierre Champion, Paris, chez l'Auteur, 23 rue Marsoulan, 1939.